# Torre de Cabanzón

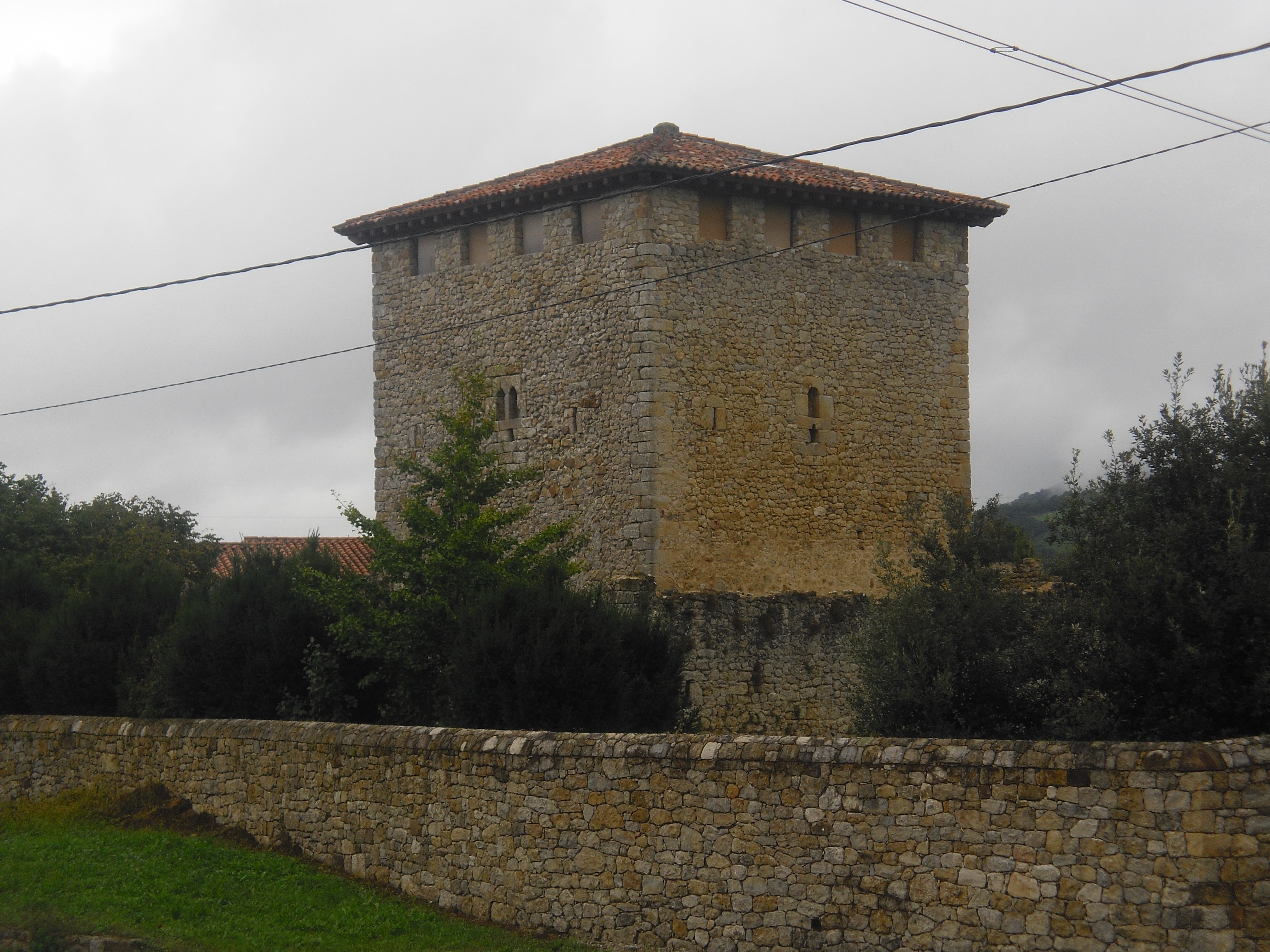
Vista de la torre

La torre de Cabanzón es una atalaya fortificada situada en Cabanzón (Herrerías, Cantabria) que formaba parte de un sistema de fortificaciones en el valle del Nansa. En 1992 fue declarada Bien de interés cultural. Se trata en realidad de una torre con una pequeña muralla, sucesivamente reformada o reconstruida, creyéndose que la construcción original podría ser del siglo XII. Perteneció al señorío de Rábago.
Es de planta cuadrada, de unos 10 m de lado, y su parte superior fue desmochada según la normal del siglo XV por los conflictos de los señores contra la monarquía. Los muros son de sillarejo unidos con mortero, reforzados con sillería en los huecos y las esquinas, como es típico de estas construcciones. La entrada de la muralla no conducía directamente a la de la torre, para obstaculizar el paso del enemigo; la propia muralla, de unos 3 metros de altura, tiene aspilleras, por lo que es datable en torno al siglo XV. La muralla también posee almenas cuadradas y un paseo de ronda, aunque bastante estrecho.
Una rehabilitación contemporánea recuperó sus almenas y le dotó de cubierta a cuatro aguas.